# 安西信昌
安西 信昌（あんざい しんしょう、1985年12月1日 - ）は、日本の男性総合格闘家。埼玉県出身。TEAM CLIMB所属。元ミドル級キング・オブ・パンクラシスト。アニマル安西のリングネームを使用していたこともある。

## 来歴
小学生のときにK-1でピーター・アーツの活躍を見て格闘技に興味を持つ。14歳でマーク・コールマンを見て國學院久我山高校進学後にレスリング始め、全日本ジュニア選手権カデットの部グレコローマン76kg級で準優勝した。高校時代の友人には実業家の桑田龍征がいる。明治大学進学後はレスリング部主将として活躍し、アジア・ジュニア選手権5位、2007年には全日本選抜選手権出場、天皇杯出場等の実績を残した。

### パンクラス
2011年8月7日、パンクラスで全日本レスリング選手権大会7連覇の田中章仁にTKO勝ち。
2012年10月、リングネームを本名の安西信昌に変更。所属もTEAM TACKLERから離れ、草・MAX、悠羽輝（新村優貴）らとTEAM CLIMBを結成する。
2013年5月18日、ミドル級転向初戦となったPANCRASE 247で久松勇二と対戦し、3-0の判定勝ちを収めた。
2013年9月29日、PANCRASE 252のミドル級次期タイトル挑戦者決定戦でウィル・ノーランドと対戦し、KO勝ち。
2014年6月29日、PANCRASE 259のミドル級キング・オブ・パンクラス タイトルマッチで王者の川村亮にTKO勝ちを収め王座獲得に成功した。試合後、「ウェルター級で世界を目指します」とアピールし、ミドル級王座の返上を表明した。

### UFC
2014年8月23日、UFC初出場となったUFC Fight Night: Bisping vs. Leでアルベルト・ミナと対戦し、TKO負け。
2015年9月27日、UFC Fight Night: Barnett vs. Nelsonでロジャー・ザパタと対戦し、TKO勝ちを収めUFC初勝利となった。
2017年9月23日、UFC Fight Night: Saint Preux vs. Okamiでルーク・ジュモーと対戦し、3-0の判定勝ち。
2018年6月23日、UFC Fight Night: Cowboy vs. Edwardsでジェイク・マシューズと対戦し、リアネイキドチョークで一本負け。

### Bellator
2019年12月29日、BELLATOR JAPANでマイケル・ペイジと対戦し、2R KO負けを喫した。

### RIZIN
2023年12月31日、RIZIN初出場となったRIZIN.45で、ブラジリアン柔術の世界選手権ムンジアル青帯2連覇・ムンジアル茶帯世界3位・全日本2階級2連覇のイゴール・タナベと対戦し、1Rにリアネイキドチョークで一本負け。

### グラップリング
2011年2月27日、アブダビコンバット ASIA TRIAL 2011・アダルトエキスパート99kg未満級に出場し優勝。
2013年3月24日、アブダビコンバット ASIA TRIAL 2013 88kg未満級で優勝。

## 戦績
| 総合格闘技 戦績 | 総合格闘技 戦績 | 総合格闘技 戦績 | 総合格闘技 戦績 | 総合格闘技 戦績 | 総合格闘技 戦績 | 総合格闘技 戦績 |
| --------------- | --------------- | --------------- | --------------- | --------------- | --------------- | --------------- |
| 18 試合         | (T)KO           | 一本            | 判定            | その他          | 引き分け        | 無効試合        |
| 12 勝           | 7               | 0               | 4               | 0               | 0               | 0               |
| 6 敗            | 3               | 2               | 1               | 0               | 0               | 0               |

| 勝敗 | 対戦相手                   | 試合結果                              | 大会名                                                           | 開催年月日     |
| ×    | イゴール・タナベ           | 1R 1:32 リアネイキッドチョーク        | RIZIN.45                                                         | 2023年12月31日 |
| ×    | ヴィクトル・ヴァレンズエラ | 2R 0:54 TKO（パウンド）               | Combate Global Mexico vs. Japan                                  | 2023年5月13日  |
| ×    | マイケル・ペイジ           | 2R 0:23 KO（右フック）                | BELLATOR JAPAN                                                   | 2019年12月29日 |
| ○    | 佐藤洋一郎                 | 2R 0:39 負傷判定2-0（安西負傷による） | DEEP 91 IMPACT                                                   | 2019年9月8日   |
| ×    | ジェイク・マシューズ       | 1R 3:44 リアネイキッドチョーク        | UFC Fight Night: Cowboy vs. Edwards                              | 2018年6月23日  |
| ○    | ルーク・ジュモー           | 5分3R終了 判定3-0                     | UFC Fight Night: Saint Preux vs. Okami                           | 2017年9月23日  |
| ○    | ロジャー・ザパタ           | 3R 0:47 TKO（左手の負傷）             | UFC Fight Night: Barnett vs. Nelson                              | 2015年9月27日  |
| ×    | アルベルト・ミナ           | 1R 4:17 TKO（右アッパー→パウンド）    | UFC Fight Night: Bisping vs. Le                                  | 2014年8月23日  |
| ○    | 川村亮                     | 1R 2:52 TKO（右フック→パウンド）      | PANCRASE 259 【ミドル級キング・オブ・パンクラス タイトルマッチ】 | 2014年6月29日  |
| ○    | ウィル・ノーランド         | 1R 2:30 KO（スタンドパンチ連打）      | PANCRASE 252                                                     | 2013年9月29日  |
| ○    | 久松勇二                   | 5分2R終了 判定3-0                     | PANCRASE 247                                                     | 2013年5月18日  |
| ○    | イ・ハングン               | 1R 4:36 TKO（サッカボールキック）     | PANCRASE 2012 PROGRESS TOUR                                      | 2012年11月10日 |
| ○    | 桜木裕司                   | 5分2R終了 判定3-0                     | PANCRASE 2012 PROGRESS TOUR                                      | 2012年3月11日  |
| ○    | 田中章仁                   | 1R 4:12 TKO（パウンド）               | PANCRASE 2011 IMPRESSIVE TOUR                                    | 2011年8月7日   |
| ×    | ジェリー・ネルソン         | 3分3R終了 判定1-2                     | King of the Cage in 沖縄 2010 登竜門                             | 2010年1月30日  |
| ○    | 佐伯裕司                   | 1R 4:54 TKO（パンチ連打）             | パンクラスゲート2009                                             | 2009年7月26日  |
| ○    | ジェイソン・シマック       | 1R 0:34 TKO（パンチ連打）             | パンクラスゲート2009                                             | 2009年5月24日  |

## 獲得タイトル
- 第12回全日本コンバットレスリングオープン選手権大会 80kg以上級 優勝（2008年）
- ADCC ASIA TRIAL 2011 99kg未満級 優勝（2011年）
- ADCC ASIA TRIAL 2013 88kg未満級 優勝（2013年）
- 第12代ミドル級キング・オブ・パンクラス王座（2014年）